# 大城镇
大城镇，是中华人民共和国江西省宜春市高安市下辖的一个乡镇级行政单位。区域面积138.8平方千米。

## 行政区划
大城镇下辖以下地区：
大城社区、杨村、高邮村、青洲村、京岗村、长江村、邓坊村、金田村、仪凤村、官庄村、赤土村、西坪村、洲上村、涂家村、赤塘村、邓龙村、古楼村和高溪村。